# Танагра синьокрила
Тана́гра синьокрила (Stilpnia cyanoptera) — вид горобцеподібних птахів родини саякових (Thraupidae). Мешкає в Андах і на Гвіанському нагір'ї.

## Опис

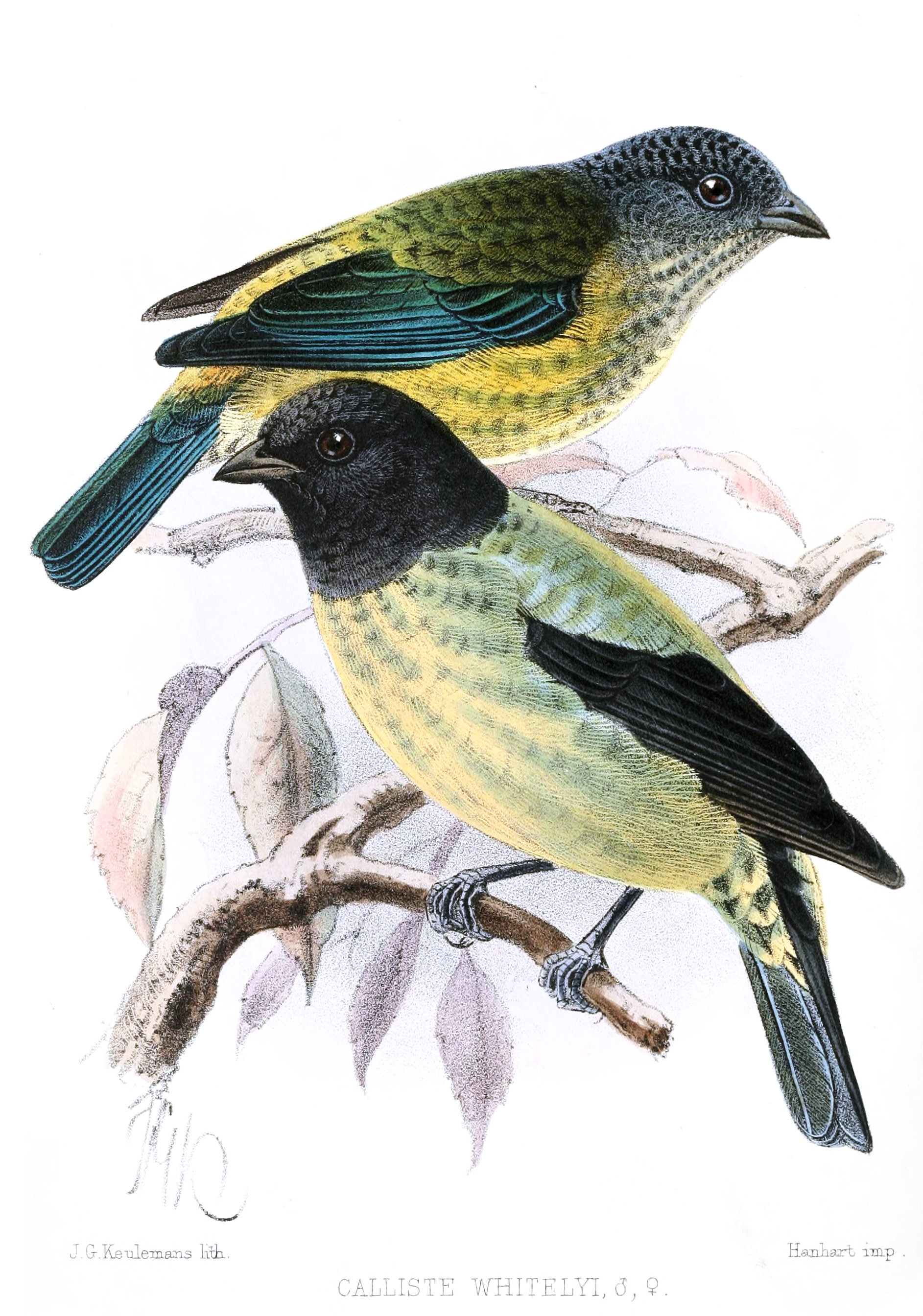
Пара синьокрилих танагр (підвид S. c. whitelyi)

Довжина птаха становить 13 см, вага 18 см. Виду притаманний статевий диморфізм. У самців голова і горло чорні, решта тіла жовтувата (іноді з зеленим відтінком). Крила і хвіст чорні з синіми краями. У самиць тім'я сірувате, спина зеленувата, надхвістя зеленувато-жовте, горло і скроні світло-сірі з зеленим відтінком. Живіт і боки жовто-зелені, крила коричнюваті з блідо-зеленими краями.

## Підвиди
Виділяють два підвиди:
- S. c. whitelyi (Salvin & Godman, 1884) — тепуї на півдні Венесуели і в сусідніх районах західної Гаяни і північної Бразилії;
- S. c. cyanoptera (Swainson, 1834) — північ Східного хребта Колумбійських Анд, гірський масив Сьєрра-Невада-де-Санта-Марта на півночі Колумбії, гори Сьєрра-де-Періха на кордоні Колумбії і Венесуели, Західний хребет Венесуельських Анд (Кордильєра-де-Мерида), s Прибережний хребет Венесуели.

## Поширення і екологія
Синьокрилі танагри мешкають в Колумбії, Венесуелі, Гаяні і Бразилії. Вони живуть на узліссях вологих гірських і рівнинних тропічних лісів і на галявинах. Зустрічаються поодинці, парами або невеликими зграйками, на висоті від 600 до 2000 м над рівнем моря. Живляться плодами і комахами.